# Antwine Williams
Antwine Cyprian Williams (Seattle, 15 maggio 1975) è un ex cestista statunitense, professionista in Europa.

## Palmarès
- Campionato finlandese: 1

Tampereen Pyrintö: 2010-11